# Hemiphractus johnsoni
Espèce
Synonymes
- Cerathyla johnsoni Noble, 1917

Statut de conservation UICN

 EN B1ab(iii) : En danger
Hemiphractus johnsoni est une espèce d'amphibiens de la famille des Hemiphractidae.

## Répartition
Cette espèce est endémique de Colombie. Elle se rencontre  de 1 350 à 1 910 m d'altitude
- dans les départements de Caldas et d'Antioquia dans la cordillère Centrale ;
- dans le département de Huila sur le versant pacifique de la cordillère Orientale.

## Étymologie
Cette espèce est nommée en l'honneur de R. D. O. Johnson.

## Publication originale
- Noble, 1917 : The systematic status of some batrachians from South America. Bulletin of the American Museum of Natural History, vol. 37, p. 793-814 (texte intégral).